# Oscarsgalan 2025
Oscarsgalan 2025 var den 97:e upplagan av Oscarsgalan och belönade filminsatser från 2024. Galan hölls på Dolby Theatre den 2 mars 2025 (3 mars, svensk tid) med Conan O’Brien som värd.

## Nominerade och vinnare
Nomineringarna presenterades den 23 januari 2025.
Vinnarna listas i fetstil.
| Bästa film - Anora – Alex Coco, Samantha Quan och Sean Baker, producenter - Brutalisten – Nick Gordon, Brian Young, Andrew Morrison, D.J. Gugenheim och Brady Corbet, producenter - A Complete Unknown – Fred Berger, James Mangold och Alex Heineman, producenter - Konklaven – Tessa Ross, Juliette Howell och Michael A. Jackman, producenter - Dune: Part Two – Mary Parent, Cale Boyter, Tanya Lapointe och Denis Villeneuve, producenter - Emilia Pérez – Pascal Caucheteux och Jacques Audiard, producenter - I'm Still Here – Maria Carlota Bruno och Rodrigo Teixeira, producenter - Nickel Boys – Dede Gardner, Jeremy Kleiner och Joslyn Barnes, producenter - The Substance – Coralie Fargeat, Tim Bevan och Eric Fellner, producenter - Wicked – Marc Platt, producent | Bästa regi - Sean Baker – Anora - Brady Corbet – Brutalisten - James Mangold – A Complete Unknown - Jacques Audiard – Emilia Pérez - Coralie Fargeat – The Substance |
| Bästa manliga huvudroll - Adrien Brody – Brutalisten som László Tóth - Timothée Chalamet – A Complete Unknown som Bob Dylan - Colman Domingo – Sing Sing som John "Divine G" Whitfield - Ralph Fiennes – Konklaven som Cardinal Thomas Lawrence - Sebastian Stan – The Apprentice som Donald Trump | Bästa kvinnliga huvudroll - Mikey Madison – Anora som Anora "Ani" Mikheeva - Cynthia Erivo – Wicked som Elphaba Thropp - Karla Sofía Gascón – Emilia Pérez som Emilia Pérez / Juan "Manitas" Del Monte - Demi Moore – The Substance som Elisabeth Sparkle - Fernanda Torres – I'm Still Here som Eunice Paiva |
| Bästa manliga biroll - Kieran Culkin – A Real Pain som Benji Kaplan - Yura Borisov – Anora som Igor - Edward Norton – A Complete Unknown som Pete Seeger - Guy Pearce – Brutalisten som Harrison Lee Van Buren Sr. - Jeremy Strong – The Apprentice som Roy Cohn | Bästa kvinnliga biroll - Zoë Saldaña – Emilia Pérez som Rita Mora Castro - Monica Barbaro – A Complete Unknown som Joan Baez - Ariana Grande – Wicked som Galinda "Glinda" Upland - Felicity Jones – Brutalisten som Erzsébet Tóth - Isabella Rossellini – Konklaven som Sister Agnes |
| Bästa originalmanus - Anora – Sean Baker - Brutalisten – Brady Corbet och Mona Fastvold - A Real Pain – Jesse Eisenberg - September 5 – Moritz Binder och Tim Fehlbaum och Alex David - The Substance – Coralie Fargeat | Bästa manus efter förlaga - Konklaven – Peter Straughan - A Complete Unknown – James Mangold och Jay Cocks - Emilia Pérez – Jacques Audiard; i samarbete med Thomas Bidegain, Léa Mysius och Nicolas Livecchi - Nickel Boys – RaMell Ross och Joslyn Barnes - Sing Sing – manus av Greg Kwedar och Clint Bentley; story av Greg Kwedar, Clint Bentley, Clarence Maclin och John "Divine G" Whitfield |
| Bästa animerade film - Flow – Gints Zilbalodis, Matīss Kaža, Ron Dyens och Gregory Zalcman - Insidan ut 2 – Kelsey Mann och Mark Nielsen - Memoir of a Snail – Adam Elliot och Liz Kearney - Wallace & Gromit: Vengeance Most Fowl – Nick Park, Merlin Crossingham och Richard Beek - Den vilda roboten – Chris Sanders och Jeff Hermann | Bästa internationella långfilm - I'm Still Here (Brasilien) – regisserad av Walter Salles - Emilia Pérez (Frankrike) – regisserad av Jacques Audiard - Flow (Lettland) – regisserad av Gints Zilbalodis - Flickan med nålen (Danmark) – regisserad av Magnus von Horn - Det heliga trädets frukter (Tyskland) – regisserad av Mohammad Rasoulof |
| Bästa dokumentär - No Other Land – Basel Adra, Rachel Szor, Hamdan Ballal och Yuval Abraham - Black Box Diaries – Shiori Itō, Eric Nyari och Hanna Aqvilin - Porcelain War – Brendan Bellomo, Slava Leontyev, Aniela Sidorska och Paula DuPré Pesmen - Soundtrack to a Coup d'Etat – Johan Grimonprez, Daan Milius och Rémi Grellety - Sugarcane – Julian Brave NoiseCat, Emily Kassie och Kellen Quinn | Bästa kortfilmsdokumentär - The Only Girl in the Orchestra – Molly O'Brien och Lisa Remington - Death by Numbers – Kim A. Snyder och Janique L. Robillard - I Am Ready, Warden – Smriti Mundhra och Maya Gnyp - Incident – Bill Morrison och Jamie Kalven - Instruments of a Beating Heart – Ema Ryan Yamazaki och Eric Nyari |
| Bästa kortfilm - I'm Not a Robot – Victoria Warmerdam och Trent - A Lien – Sam Cutler-Kreutz och David Cutler-Kreutz - Anuja – Adam J. Graves och Suchitra Mattai - The Last Ranger – Cindy Lee och Darwin Shaw - The Man Who Could Not Remain Silent – Nebojša Slijepčević och Danijel Pek | Bästa animerade kortfilm - In the Shadow of the Cypress – Shirin Sohani och Hossein Molayemi - Beautiful Men – Nicolas Keppens och Brecht Van Elslande - Magic Candies – Daisuke Nishio och Takashi Washio - Wander to Wonder – Nina Gantz och Stienette Bosklopper - Yuck! – Loïc Espuche och Juliette Marquet |
| Bästa filmmusik - Brutalisten – Daniel Blumberg - Konklaven – Volker Bertelmann - Emilia Pérez – Clément Ducol och Camille - Wicked – John Powell och Stephen Schwartz - Den vilda roboten – Kris Bowers | Bästa sång - "El Mal" från Emilia Pérez – musik av Clément Ducol och Camille; text av Clément Ducol, Camille och Jacques Audiard - "The Journey" från The Six Triple Eight – text och musik av Diane Warren - "Like a Bird" från Sing Sing – text och musik av Abraham Alexander och Adrian Quesada - "Mi Camino" från Emilia Pérez – text och musik av Camille och Clément Ducol - "Never Too Late" från Elton John: Never Too Late – text och musik av Elton John, Brandi Carlile, Andrew Watt och Bernie Taupin |
| Bästa ljud - Dune: Part Two – Gareth John, Richard King, Ron Bartlett och Doug Hemphill - A Complete Unknown – Tod A. Maitland, Donald Sylvester, Ted Caplan, Paul Massey och David Giammarco - Emilia Pérez – Erwan Kerzanet, Aymeric Devoldère, Maxence Dussère, Cyril Holtz och Niels Barletta - Wicked – Simon Hayes, Nancy Nugent Title, Jack Dolman, Andy Nelson och John Marquis - Den vilda roboten – Randy Thom, Brian Chumney, Gary A. Rizzo och Leff Lefferts | Bästa scenografi - Wicked – Production Design: Nathan Crowley; Set Decoration: Lee Sandales - Brutalisten – Production Design: Judy Becker; Set Decoration: Patricia Cuccia - Konklaven – Production Design: Suzie Davies; Set Decoration: Cynthia Sleiter - Dune: Part Two – Production Design: Patrice Vermette; Set Decoration: Shane Vieau - Nosferatu – Production Design: Craig Lathrop; Set Decoration: Beatrice Brentnerová                                                                                |
| Bästa foto - Brutalisten – Lol Crawley - Dune: Part Two – Greig Fraser - Emilia Pérez – Paul Guilhaume - Maria – Ed Lachman - Nosferatu – Jarin Blaschke | Bästa smink - The Substance – Pierre-Oliver Persin, Stéphanie Guillon och Marilyne Scarselli - A Different Man – Mike Marino, David Presto och Crystal Jurado - Emilia Pérez – Julia Floch Carbonel, Emmanuel Janvier och Jean-Christophe Spadaccini - Nosferatu – David White, Traci Loader och Suzanne Stokes-Munton - Wicked – Frances Hannon, Laura Blount och Sarah Nuth |
| Bästa kostym - Wicked – Paul Tazewell - A Complete Unknown – Arianne Phillips - Konklaven – Lisy Christl - Gladiator II – Janty Yates och Dave Crossman - Nosferatu – Linda Muir | Bästa klippning - Anora – Sean Baker - Brutalisten – Dávid Jancsó - Konklaven – Nick Emerson - Emilia Pérez – Juliette Welfling - Wicked – Myron Kerstein |
| Bästa specialeffekter - Dune: Part Two – Paul Lambert, Stephen James, Rhys Salcombe och Gerd Nefzer - Alien: Romulus – Eric Barba, Nelson Sepulveda-Fauser, Daniel Macarin och Shane Mahan - Better Man – Luke Millar, David Clayton, Keith Herft och Peter Stubbs - Kingdom of the Planet of the Apes – Erik Winquist, Stephen Unterfranz, Paul Story och Rodney Burke - Wicked – Pablo Helman, Jonathan Fawkner, David Shirk och Paul Corbould | |

### Filmer med flera vinster
| Vinster | Film           |
| ------- | -------------- |
| 5       | Anora          |
| 3       | Brutalisten    |
| 2       | Dune: Part Two |
| 2       | Emilia Pérez   |
| 2       | Wicked         |

### Filmer med flera nomineringar
| Nomineringar | Film               |
| ------------ | ------------------ |
| 13           | Emilia Pérez       |
| 10           | Brutalisten        |
| 10           | Wicked             |
| 8            | A Complete Unknown |
| 8            | Konklaven          |
| 6            | Anora              |
| 5            | Dune: Part Two     |
| 5            | The Substance      |
| 4            | Nosferatu          |
| 3            | I'm Still Here     |
| 3            | Sing Sing          |
| 3            | Den vilda roboten  |
| 2            | The Apprentice     |
| 2            | Flow               |
| 2            | Nickel Boys        |
| 2            | A Real Pain        |